# 小林龍司
小林 龍司（こばやし りゅうじ、2002年10月10日 - ）は、ジャパンラグビーリーグワンの花園近鉄ライナーズに所属しているラグビーユニオン選手。

## 略歴
奈良県立御所実業高等学校から、帝京大学へ進学。
高2の時に、U17近畿として、全国高等学校合同チームラグビーフットボール大会（KOBELCO CUP）に出場。高3の全国高等学校ラグビーフットボール大会（花園）は準々決勝まで進んだ。
大学3年の関東大学春季大会で、帝京大学ラグビー部の公式戦デビュー。4年時では、関東大学対抗戦に4試合、大学選手権（第61回全国大学ラグビーフットボール選手権大会）に全3試合出場し、チームは4連覇を果たした。
2025年1月24日、ジャパンラグビーリーグワンの花園近鉄ライナーズへの入団を発表した。同年3月、帝京大学卒業。